# Německá fotbalová Bundesliga 2018/2019
Soutěžní ročník Německá fotbalová Bundesliga 2018/2019 byl 58. ročníkem nejvyšší německé fotbalové ligy zvané Fußball-Bundesliga. Soutěž byla započata 24. srpna 2018 a poslední kolo bylo na programu 27. května 2019. Soutěže se účastnilo celkem 18 týmů. Šestnáct se jich udrželo z minulého ročníku a sestoupilé týmy nahradily 2 nové ze 2. Fußball-Bundesligy.